# فهرست پرهای ماکیان
- 8. پرهای پف‌کرده
- 9. پرهای زینی
- 10. پرهای داسی
- 11. شاهپراولی‌ها
- 12. پرهای شانه‌ای
- 19. پوشپرهای دم

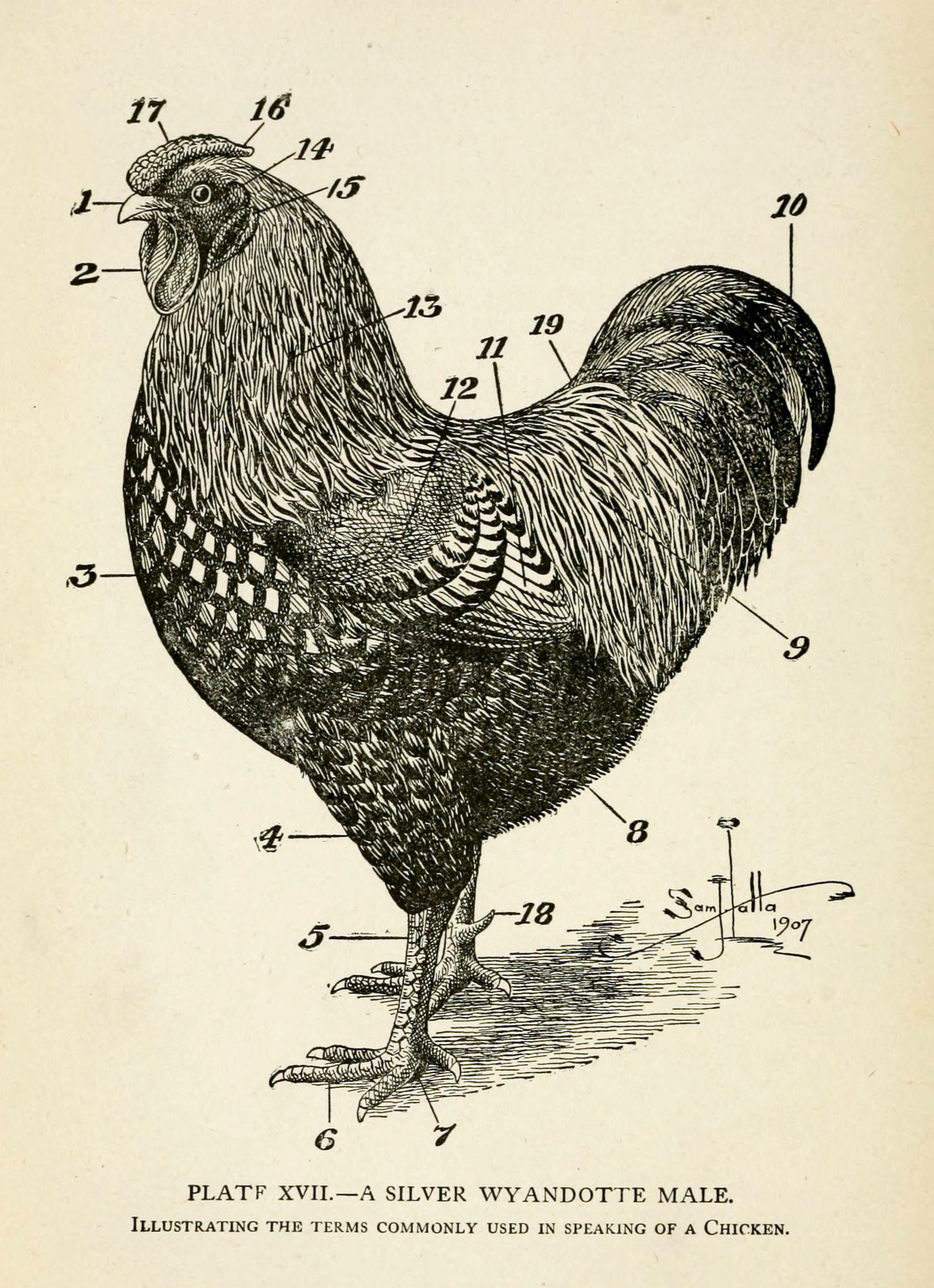
پرهای نمایش داده‌شده در این نگاره عبارتند از:

برخی از واژه‌هایی که برای پرهای ماکیان استفاده می‌شود، مشابه پرهای دیگر پرندگان است، در حالی که برخی دیگر مختص پرندگان است. آنها عبارتند از:
| پر                            | ویژگی                                                                                     | نگاره | یادداشت                            |
| ----------------------------- | ----------------------------------------------------------------------------------------- | ----- | ---------------------------------- |
| ریش                           | پرهایی که از زیر نوک بیرون زده‌اند                                                         |       | تنها در نژادهای ریش‌دار             |
| کاکل                          | پرهایی که از سر به سوی بالا بیرون زده‌اند                                                  |       | تنها در نژادهای کاکل‌دار            |
| دسته‌پر گوش (Ear tufts)        | پرهایی که از گوش بیرون می‌زند                                                              |       |                                    |
| پوشپر‌های پرواز                | پرهای کوتاهی که پایه‌های اولیه و ثانویه را می‌پوشانند                                       |       |                                    |
| پرهای پف‌کرده (Fluff)          | پرهای نرم در بخش زیرتنه پرنده                                                             |       |                                    |
| پرهای داسی کوچک               | پرهای منحنی بلند دم، زیرداسی                                                              |       | تنها در پرندگان خروس               |
| پرهای اصلی دم                 | پرهای بلند و مستقیم تشکیل‌دهنده دم، پوشپرهای زیر دم                                        |       |                                    |
| چشم‌پرها (Muff)                | پرهایی که در زیر و پیرامون چشم بیرون می‌زند                                                |       | تنها در نژادهای ریش‌دار             |
| یال‌های گردن                   | پرهای بلند گردن                                                                           |       |                                    |
| شاهپرهای اولیه یا شاهپراولی‌ها | بلندترین و بیرونی‌ترین پرهای بال                                                           |       |                                    |
| پرهای زینی                    | پرهایی که پشت یا زین را پیش از پوشش دم می‌پوشانند. در خروس‌ها بلند و نوک‌تیز هستند.          |       | به زین‌های بالا و پایین تقسیم می‌شود |
| پرهای شانه‌ای                  | پرهای کوتاه به سوی روی بال نزدیک بدن                                                      |       |                                    |
| شاهپرهای ثانویه               | پرهای پروازی بلند بخش درونی بال                                                           |       |                                    |
| پرهای داسی                    | دو تا از بلندترین پرهای خمیده دم                                                          |       | تنها در پرندگان خروس               |
| پوشپر‌های دم                   | پرهای کوتاهی که پایه پرهای اصلی دم را در خروس‌ها می‌پوشاند و بیشتر دم را در مرغ‌ها می‌پوشاند. |       |                                    |
| پرهای پای کرکس                | پرهای سفت که به سوی پایین پشت پا بیرون می‌زند                                              |       | تنها در برخی نژادها                |
| نوار بالی                     | پرهای کوتاهی که پایه‌های ثانویه و پوشپر‌های پروازی را می‌پوشاند                              |       |                                    |
| پوشپر‌های کمان بال             | پرهای کوتاهی که بخش رویی بال را بین پرهای شانه‌ای و نوار بالی می‌پوشاند                     |       |                                    |